# Пожидаєва Юлія Олександрівна
Юлія Олександрівна Пожидаєва (рос. Юлия Александровна Пожидаева; 22 вересня 1982, Москва) — російська акторка театру і кіно.

## Життєпис
Народилася 22 вересня 1982 року.
Батько кинув матір, коли була маленькою. З дитинства відрізнялася добрим мисленням. Закінчила десятий і одинадцятий класи екстерном.
У 15 років поступила в Щукінське театральне училище (курс М. А. Пантилеєвої), яке закінчила у 2002 році.
Дебютним фільмом для актриси став багатосерійний телевізійний художній фільм «Таємний знак». Першою яскравою роллю стала роль Олени у серіалі «Ундіна», але популярною і знаменитою вона стала завдяки серіалу «Обручка».
Попала на сторінку календаря 2011 року, випущеного в ювілейний раз Фондом Тетяни Михалкової

## Творчість

### Театральні роботи
«Класний театр»
- «Пригоди Незнайки» — Синьоока;
- «Острів скарбів» — Папуга;
- «Бременські музиканти» — Принцеса;
- «Горе від розуму» — Софія;
- «Капітанська дочка» — Маша;
- «Три мушкетери» — Королева.

### Акторські роботи в кіно
- 2001 — «І була ніч» — епізод
- 2002 — «Таємний знак. Частина перша» — Марія Шубіна
- 2002 — «Злодійка-2. Щастя напрокат» — Юля Балашова
- 2003–2004 — «Ундіна» — Олена
- 2005 — «Олександрівський сад» — Віра Чугунова
- 2005 — 2007 — «Приречена стати зіркою» — Лариса
- 2007 — «Олександрівський сад 2» — Віра Чугунова
- 2008 — «Олександрівський сад 3» — Віра Чугунова
- 2008 — «Ставка на життя» — Ольга Смирнова
- 2009 — «Ділки» — Ніка Старостіна
- 2009 — «Ділки. Бути разом» — Ніка Старостіна
- 2009 — «Райські яблучка. Життя продовжується» — Варвара Ізмайлова
- 2008 — 2011 — «Обручка» — Настя Лапіна
- 2010 — «Школярки»
- 2012 — «Бідні родичі» — Ксенія Алімова
- 2013 — «Людмила» — Іра
- 2014 — «Лісник» — Віка Трофимова
- 2014 — «Овечка Доллі була зла і рано померла» — Соня
- 2015 — «Казки мачухи» — Лєна Васильєва